# لشکر ۱ ژاپن
لشکر ۱ ژاپن (انگلیسی: 1st Division) یکی از نه لشکر فعال نیروی زمینی دفاع‌ازخود ژاپن است. این لشکر تابع ارتش شرقی است و ستاد مرکزی آن در کمپ نریما در نریما، توکیو قرار دارد. مسئولیت این لشکر دفاع از توکیو و استان‌های چیبا، ایباراکی، کاناگاوا، سایتاما، شیزوئوکا و یاماناشی است.
لشکر یکم در ۱۸ ژانویه ۱۹۶۲ تأسیس شد، اما قدمت آن به سپاه ناحیه اول (توکیو) از ذخیره پلیس ملی آن زمان برمی‌گردد که در سال ۱۹۵۰ تشکیل شد و در سال ۱۹۶۲ به عنوان یک لشکر پیاده‌نظام سازماندهی مجدد شد.